# Bezirk Waschkoutz am Czeremosch
Bezirkul Waschkoutz am Czeremosch (în română Vășcăuți pe Ceremuș, în ruteană Waszkiwci nad Czeremoszem) a fost un bezirk (bițârc-în graiul bucovinean) în Ducatul Bucovinei. Acesta cuprindea părți din nordulul Bucovinei, situate la nord-vest de Cernăuți. Reședința bezirkului era orașul Vășcăuți (Waschkoutz am Czeremosch). După Primul Război Mondial a devenit parte a României, iar în prezent este parte a Ucrainei.

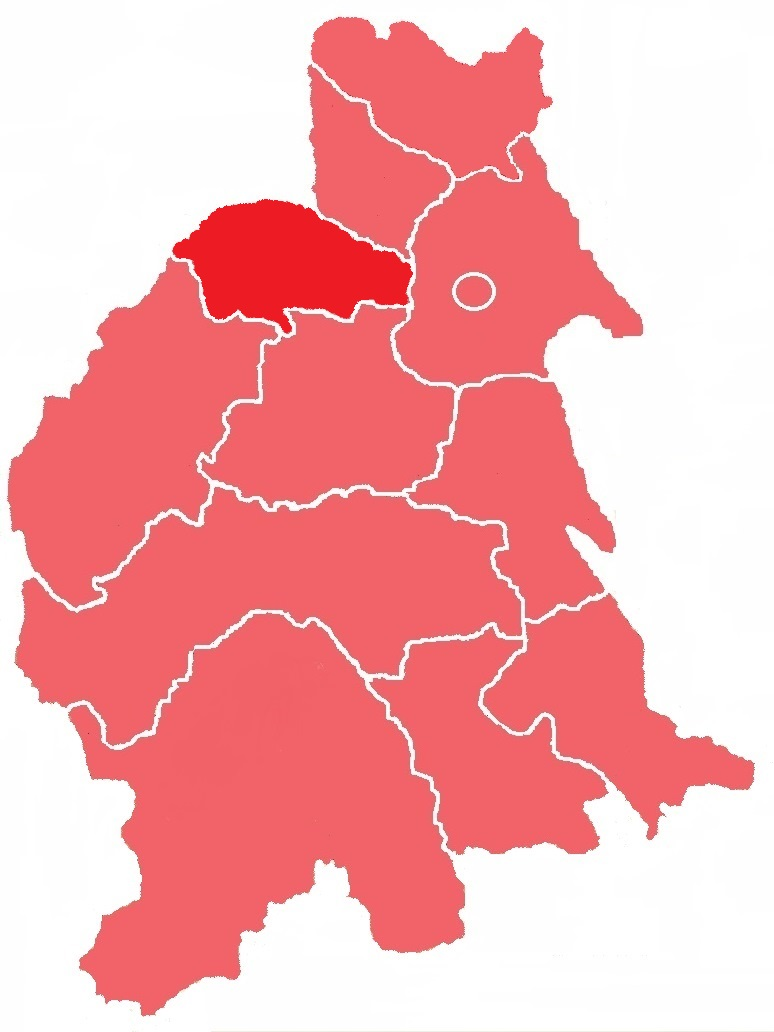
Bezirkul Waschkoutz am Czeremosch (1910)

## Istoric
Districtele politice moderne ale Monarhiei Habsbugice au fost create în jurul anului 1868 ca urmare a separării distictelor politice de cele judiciare. Teritoriul acestui bezirk aparținea în 1868 districtelor politice Vijnița (Bezirk Wiznitz) și Storojineț (Bezirk Storozynetz). La data de 1 octombrie 1903, districtul judiciar Stănești (Gerichtsbezirk Stanestie) din districtul politic Storozynetz și districtul judiciar Vășcăuți pe Ceremuș (Gerichtsbezirk Waschkoutz am Czeremosch) din districtul politic Vijnița au format districtul politic Vășcăuți pe Ceremuș (Bezirk Waschkoutz am Czeremosch).
Districtul judiciar Vășcăuți pe Ceremuș avea în anul 1900 o suprafață de 211,18 km² și o populație de 21.346 de locuitori dintre care: 16.656 vorbitori nativi de limba ruteană (78,0 %), 3.478 vorbitori nativi de limba germană (16,3 %), 55 vorbitori nativi de limba română (0,3 %) și 1.151 vorbitori nativi de alte limbi (5,4 %).
Districtul judiciar Stănești avea în anul 1900 o suprafață de 216,69 km² și o populație de 22.249 de locuitori dintre care: 19.125 vorbitori nativi de limba ruteană (86,0 %), 2.838 vorbitori nativi de limba germană (12,8 %), 105 vorbitori nativi de limba română (0,5 %) și 169 vorbitori nativi de alte limbi (0,8 %).

## Localități
În anul 1910 bezirkul Vășcăuți pe Ceremuș era format din districtele judiciare Vășcăuți pe Ceremuș și Stănești.
Gerichtsbezirk Waschkoutz am Czeremosch:
- Markt Vășcăuți (Waschkoutz am Czeremosch în germană, Waszkiwci nad Czeremoszem în ruteană)
- Slobozia Bănilei  (Banilla Slobodzia)
- Ciortoria (Czartoria)
- Carapciu pe Ceremuș (Karapcziu am Czeremosch)
- Bănila pe Ceremuș (Russisch Banilla (am Czeremosch))
- Vilaucea (Willawcze)
- Zamostea (Zamostie)

Gerichtsbezirk Stanestie:
- Stăneștii de Jos (Unterstanestie am Czeremosch în germană, Staniwci în  ruteană)
- Berbești  (Berbestie)
- Drăcineț (Draczynetz)
- Căbești (Kabestie)
- Călinești (Kalinestie am Czeremosch)
- Costești (Kostestie)
- Stăneștii de Sus (Oberstanestie am Czeremosch)
- Ostra (Ostra)
- Voloca (Woloka am Czeremosch)